# 2013年花蓮地震
2013年花蓮地震發生於2013年10月31日20時2分9.5秒，震央位於花蓮縣政府南偏西方54.6公里（即花蓮縣萬榮鄉境內），深度15.0公里，芮氏規模6.4，最大震度7級。

## 概述
中央氣象局地震測報中心課長蕭文啟指出，這起地震為菲律賓海板塊與歐亞大陸板塊互相擠壓所造成的能量釋放。

## 各地震度
| 最大震度 | 縣市地區                                                       |
| -------- | -------------------------------------------------------------- |
| 7級      | 花蓮縣西林                                                     |
| 6級      | 花蓮縣紅葉、花蓮縣光復鄉                                       |
| 5級      | 南投縣、宜蘭縣                                                 |
| 4級      | 台東縣、嘉義縣、台中市、新竹縣、桃園市、新北市                 |
| 3級      | 雲林縣、彰化縣、臺南市、嘉義市、苗栗縣、屏東縣、新竹市、臺北市 |
| 2級      | 高雄市、基隆市、澎湖縣                                         |

此次地震花蓮縣西林震度達到7級，花蓮縣的紅葉及光復震度達到6級，南投縣、宜蘭縣震度達到5級，其餘縣市1到4級。

## 災情

### 人員
花蓮縣豐山村1名婦人遭家具壓傷，電梯受困案件分別為台北市5起、新北市2起、花蓮縣1起。

### 交通
發生地震時，台灣高鐵的地震預警系統未啟動，台北到板橋間的變電站發生7分鐘的電力跳脫，南下749、北上234列次延誤8到10分鐘。台鐵受地震影響，花蓮到宜蘭、彰化到嘉義間列車短暫停駛。

### 其他
位於花蓮縣壽豐鄉的國立東華大學，因此次地震造成圖書館內電梯扭曲、輕鋼架天花板掉落損毀，以及有10萬本書籍掉落等災情。